# Duvier Riascos
Duvier Orlando Riascos Barahona (Buenaventura, 26 giugno 1986) è un calciatore colombiano, attaccante svincolato.

## Caratteristiche tecniche
È un centravanti.

## Palmarès

### Club

#### Competizioni nazionali
- Campionato messicano: 1

Club Tijuana: Apertura 2012
- Supercopa MX: 1

Monarcas Morelia: 2014
- Supercoppa di Cile: 1

Universidad Católica: 2019
- Campionato cileno: 1

Universidad Católica: 2019